# 高田高校ラグビー部生徒自殺事件
高田高校ラグビー部生徒自殺事件（たかだこうこうラグビーぶせいとじさつじけん）は、2012年の日本で起きた自殺事件。

## 概要

### 事件の発生
2012年7月に新潟県立高田高等学校のラグビー部に所属する3年生の生徒が自殺した。2012年8月1日の午前2時ごろに、自宅の自室で亡くなっているのが発見された。遺書には生徒同士のトラブルや顧問の教員の指導に抗議する内容が書かれていた。何を言っても信じてもらえなかったということが書かれていた。自殺した生徒は2012年の夏ごろより部活動で他の生徒とトラブルになり、顧問の教員から指導を受けており、亡くなったとされる7月31日にも顧問の教員から再び指導を受けていた。新潟県教育委員会によると、高校は生徒や教員から聞き取り調査を実施し、2012年9月に調査報告書をまとめて、この内容を遺族に伝えた。遺族はこの調査報告書の内容は遺書の内容と学校の主張がかけ離れており納得できないとして、2013年3月に新潟県教育委員会に第三者調査委員会の設置を求めて、事件を究明されることとなった。

### 事件の究明
2016年7月25日に第三者調査委員会は報告書をまとめて、そこでは顧問の教員からの指導は常軌を逸したものとは必ずしも言えるようなものではなかったものの、自殺の重要な契機になったと報告された。生徒が自殺してからの学校と新潟県教育委員会の対応にも問題があったことが指摘された。報告書によると、ラグビー部に所属していた部員による別の部員に対するいじりを機に部内の雰囲気が悪くなり、自殺することとなる生徒は2012年7月に他の部員を批判するようなことをインターネットのブログに書き込み、このことで顧問の教諭に指導をされていた。7月31日に書き込みを消すように指示をされたため削除して、帰宅後は夕食を取らずに自室に入り翌日の午前2時ごろに自殺しているのが発見された。遺書には何を言っても最終的には自分が悪いことにされるということが書かれていた。第三者調査委員会は、顧問の教諭が一方的に書き込みを削除するように指示したことは、追い詰められていた生徒に絶望感を抱かせるには十分な対応であったと指摘。この指導をきっかけに、自らが自殺をすることをもってこの問題を終わらせるしかないと決断するに至ったと推測されるとした。記者会見をした第三者調査委員会の委員長は、行き過ぎではない指導であっても、生徒の気持ち次第ではそのことで残念な結果を招くということを社会に呼びかけるべきであるということを述べた。自殺した生徒の父親は真実を究明するという一つの願いがかない、今後は新潟県教育委員会や学校は報告書を実効性のある再発防止策にどのようにして結びつけるかであるかと指摘した。新潟県教育長は、悲しい出来事が繰り返されないために再発防止に全力を尽くすと述べた。
事件から4度の夏が通り過ぎた2016年9月の時点でも、父親はああすれば良かった、こうすれば良かったといろいろと考えている。あの時に何か一つでも歯車が違っていれば違う結果になっていたと思っている。自殺した生徒は高校で始めたラグビーが楽しく、ラグビーをやるために学校に通っていた日々で、将来は数学教師になるという目標も定めて、志望大学も決めて勉強にも励んでいた。熱心に部活に取り組みリーダーのような存在であったのだが、部活にまとまりが無いことへの不満をSNSに書き込めば、このことをきっかけに他の部員が部活を休むようになってしまっていた。このことで3人の部員が顧問の教員に呼び出されて、他の部員に優しくできていないことと、この状況では部活を行うことはできないと発言した。顧問の教員は第三者調査委員会に、この時に意図的に強く言ったために3人は厳しく言われたと思ったのではないだろうかと証言した。それからの数日間は顧問も交えて部活動に関する話し合いが続けられ、まとまりの無い状況や、だらだらした練習をどうするかの話し合いが行われていた時に、自殺をする生徒がこのようになったのは自らの責任であるため、責任を取る形で部活を辞めると発言していた。これは自殺の5日前のことであった。この時点でもSNSの書き込みが生徒間で拡散され続けており、部活を休んだ生徒の保護者が学校に対処を求めに来ていた。それから自殺をする生徒は部活を休んだ生徒に謝罪のメールを送った。自殺をすることになる日に再び顧問の教員に呼び出され、この時は1対1で指導されることになった。この時に自殺する生徒は教員に、教師を目指しているようだがうまく行かない生徒に愚痴を言っても何も始まらないため、どうしたら人がうまく動くか考えた方が良いと言われていた。それから帰宅して自殺した。